# Lucius Vibius Sabinus
Lucius Vibius Sabinus est un sénateur romain du Ier siècle, consul suffect et père de Sabine, future impératrice et épouse d'Hadrien.

## Biographie
On sait peu de choses sur sa famille mais il est originaire d'une famille de rang consulaire. Il est peut-être lié à Lucius Iunius Quintus Vibius Crispus et son frère Quintus Vibius Secundus. Le premier est trois fois consul suffect, sous les règnes de Néron, Vespasien et enfin Domitien. Le deuxième est consul suffect en 86 et devient proconsul d'Asie en 113.
Vibius Sabinus est lui-même devenu consul suffect, mais on ignore l'année et même sous quel empereur. Il sert ensuite comme proconsul d'Asie.
Sabinus épouse vers 81-82 Salonina Matidia, la nièce de Trajan. Celle-ci en est à son deuxième mariage, ayant eu une fille, Matidia, de son premier époux. En 83 ou vers 85/87, le nouveau couple a une fille, Sabine. Peu de temps après la naissance de sa fille, Sabinus décède. Sabine avec sa grand-mère, sa mère, sa sœur Matidia et ses demi-sœurs vivent et sont alors éduquées dans la maison familiale de Trajan et de son épouse, Plotine. Depuis qu’il a dix ans, Hadrien a été placé sous la tutelle de Trajan et de Publius Acilius Attianus,.
Peu de temps après l'accession au trône de Trajan, en l'an 100, à la demande de l'impératrice Plotine, Sabine épouse Hadrien, faisant de lui le plus proche parent mâle de Trajan, et donc le candidat idéal à la succession. À la mort de Trajan en 117, Hadrien lui succède et Sabine est impératrice jusqu'à sa mort en 136/137.

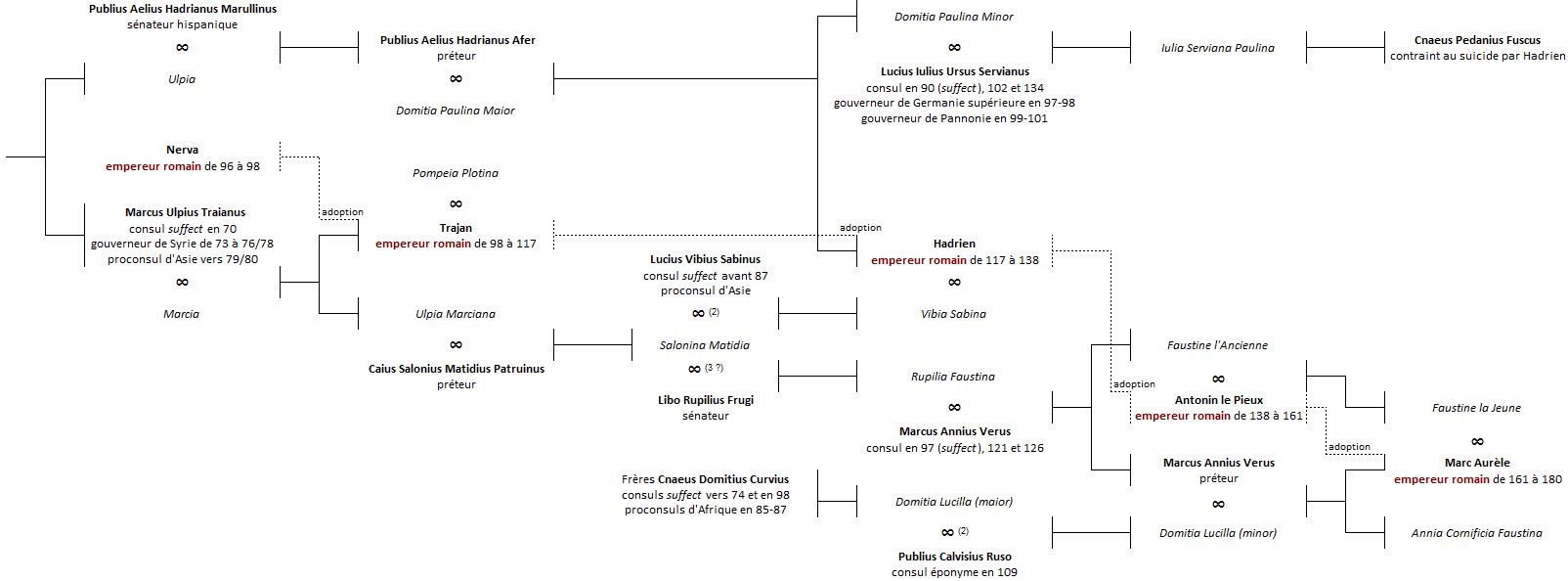
La famille de Trajan. Arbre non exhaustif.

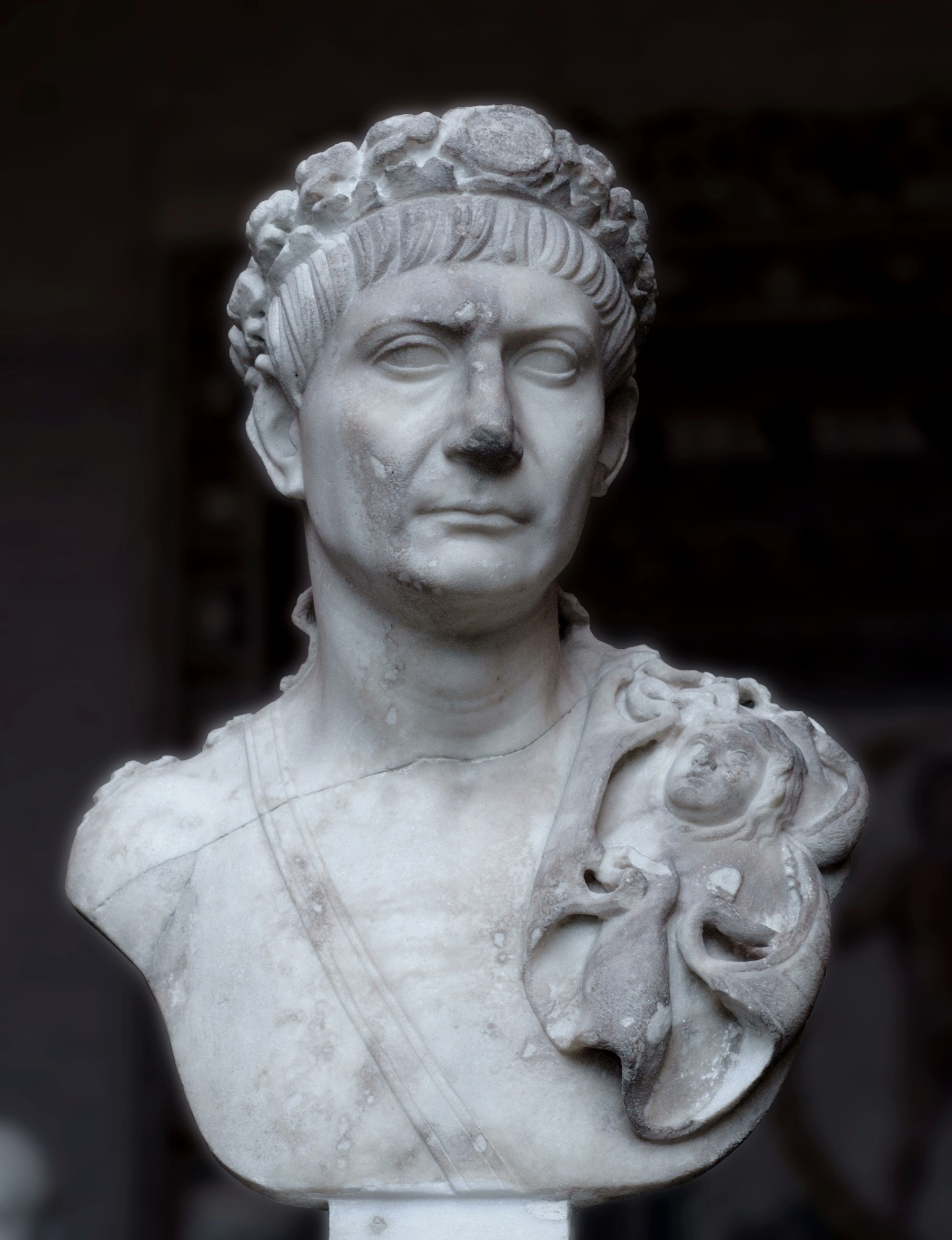
Buste de Trajan, son oncle par alliance.
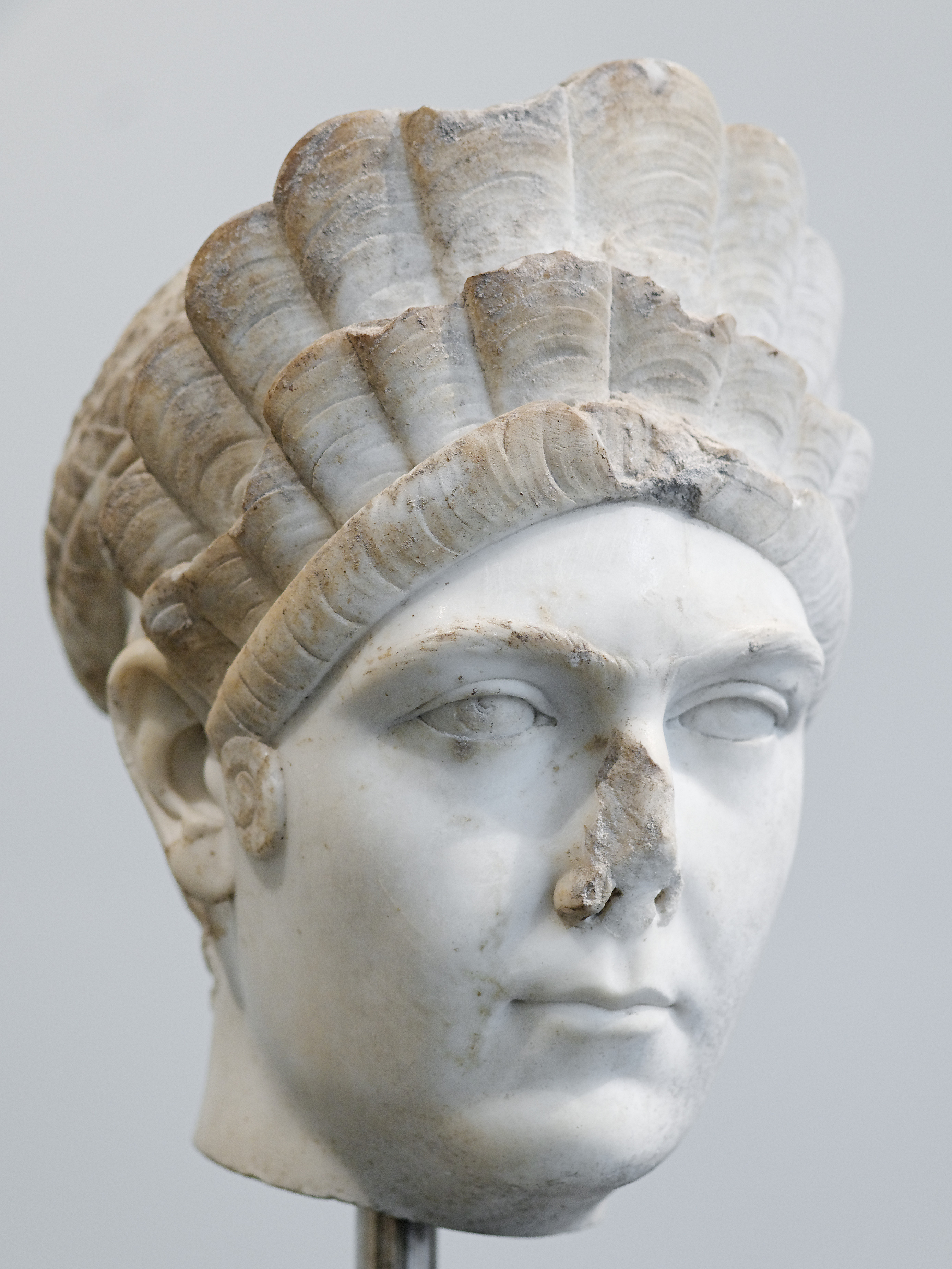
Tête de Ulpia Marciana, sa belle-mère.
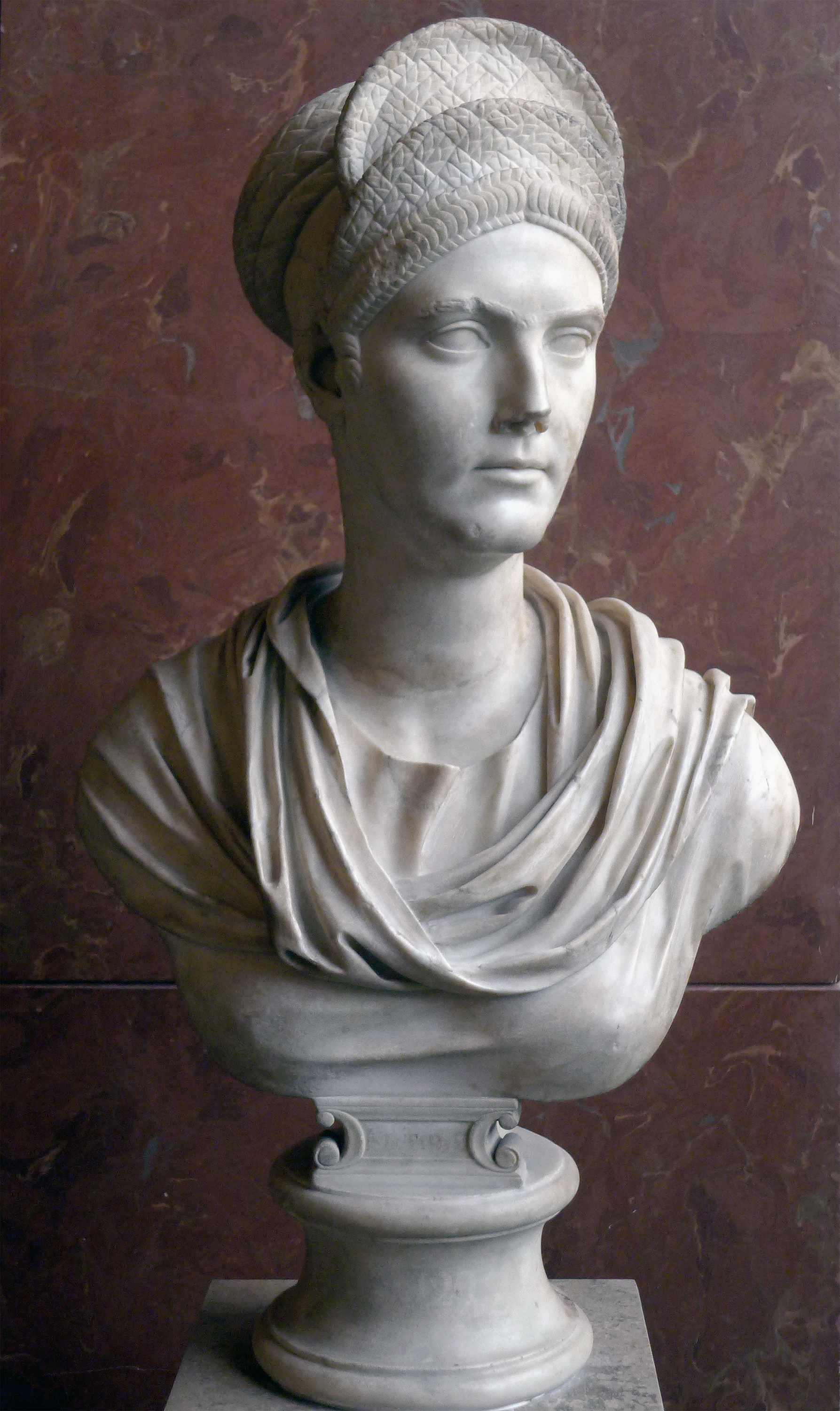
Buste de Salonina Matidia, sa femme.
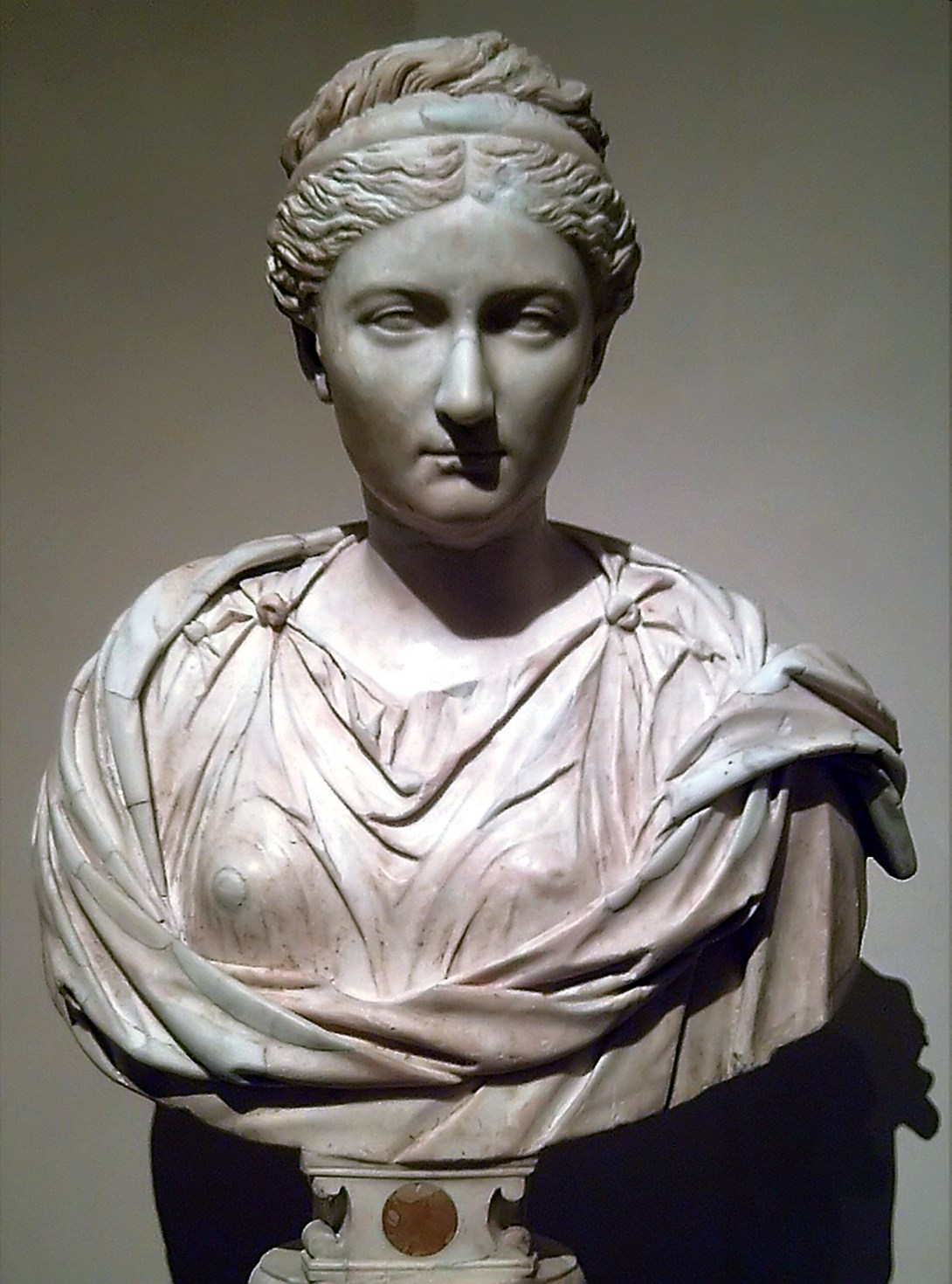
Buste de Sabine, sa fille.